# 봉담도서관
봉담도서관은 경기도 화성시에 있는 시립 도서관이다.

## 연혁
- 2009년 12월 23일 화성시립 봉담도서관 개관